# Лескуэт-Гуарек
Лескуэ́т-Гуаре́к (фр. Lescouët-Gouarec, брет. Leskoed-Gwareg) — коммуна во Франции, находится в регионе Бретань. Департамент — Кот-д’Армор. Входит в состав кантона Ростренен. Округ коммуны — Генган.
Код INSEE коммуны — 22124.

## География
Коммуна расположена приблизительно в 420 км к западу от Парижа, в 120 км западнее Ренна, в 55 км к юго-западу от Сен-Бриё.

## Население
Население коммуны на 2016 год составляло 218 человек.
| 1962 | 1968 | 1975 | 1982 | 1990 | 1999 | 2008 | 2016 |
| ---- | ---- | ---- | ---- | ---- | ---- | ---- | ---- |
| 314  | 437  | 320  | 261  | 211  | 189  | 218  | 218  |

## Экономика

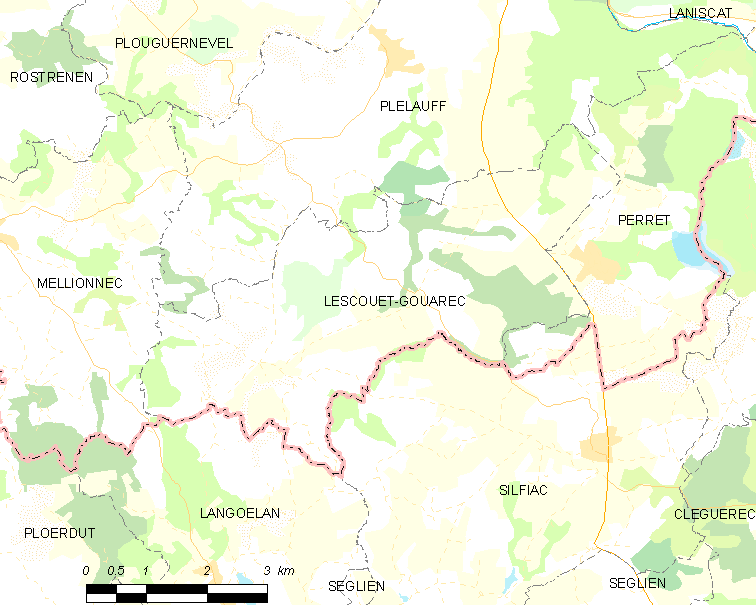
Карта коммуны

В 2007 году среди 145 человек в трудоспособном возрасте (15—64 лет) 100 были экономически активными, 45 — неактивными (показатель активности — 69,0 %, в 1999 году было 61,3 %). Из 100 активных работали 92 человека (56 мужчин и 36 женщин), безработных было 8 (3 мужчин и 5 женщин). Среди 45 неактивных 11 человек были учениками или студентами, 23 — пенсионерами, 11 были неактивными по другим причинам.